# 남아프리카가시쥐
남아프리카가시쥐(Acomys spinosissimus)는 쥐과에 속하는 설치류이다. 보츠와나와 콩고민주공화국, 말라위, 모잠비크, 남아프리카공화국, 탄자니아, 잠비아, 짐바브웨에서 발견된다. 자연 서식지는 습윤 사바나 지역과 암반 지대이다.